# Бодлива дървесна усойница
Бодливата дървесна усойница (Atheris hispida) е вид отровна змия, срещаща се в Централна Африка. Тя е известна с изключително ръбестите си люспи, придаващи ѝ „рошав“, почти мъхест вид.

## Описание
Мъжките екземпляри достигат на дължина до 73 cm, от които 58 cm се падат на главата и тялото, а останалите 15 cm – на опашката. Тялото им е учудващо дълго и стройно в сравнение с това на женските, които достигат до максимум 58 cm.
Муцуната при мъжките е по-къса от колкото при женските. Очите са големи, и около тях са разположени около 9 – 16 люспи.
Цялото им тяло е покрито със силно наръбени люспи, като тези около главата и шията са най-дълги, а към опашката стават по-къси.

## Разпространение и местообитание
Бодливата дървесна усойница е разпространена в Централна Африка, главно в Демократична република Конго, Югозападна Уганда и Западна Кения. Често може да се види покатерена на различни тръстикови стебла, и да се препича по намиращите се най-горе цветя и листа.

## Хранене
Тези змии са активни най-вече през нощта. Хранят се с жаби, гущери и птици. Въпреки че са дървесни видове, понякога тези змии слизат на земята за да ловят малки бозайници.

## Размножаване
Женските раждат до 12 малки наведнъж. Новородените са около 15 cm на дължина.